# Cơ Đốc giáo tại Hàn Quốc
Cơ Đốc giáo tại Hàn Quốc đã phát triển ngoạn mục trong vài thập kỷ qua. Theo thống kê năm 2007 của chính phủ Hoa Kỳ, gần một phần ba (26,3%) dân số Hàn Quốc xưng nhận đức tin Cơ Đốc. Các giáo hội thuộc cộng đồng Kháng Cách (Protestant) như Trưởng Lão, Phong trào Ngũ Tuần, và Giám Lý chiếm khoảng 19,7% dân số, trong khi số giáo dân Công giáo là khoảng 11.1 %, mặc dù những nguồn dữ liệu khác ấn định con số tín hữu Cơ Đốc ở tỷ lệ cao hơn, đến 49%.
Cơ Đốc giáo tăng trưởng mạnh tại khu vực phía Tây của đất nước như Seoul, Gyeonggi và Honam. Tại Seoul có đến mười một giáo đoàn (congregation) Cơ Đốc giáo lớn nhất thế giới. Cơ Đốc giáo tạo được ảnh hưởng đáng kể trên văn hoá Hàn Quốc và là một trong những nhân tố dẫn đến tình trạng sút giảm liên tục trong thành phần dân số theo các tôn giáo vốn có truyền thống lâu đời trong văn hoá Hàn như Phật giáo, Khổng giáo và Shaman giáo. Số lượng nhà truyền giáo Hàn Quốc đến các quốc gia khác đứng thứ nhì trên thế giới, chỉ sau Hoa Kỳ: đến năm 2000, đã có 10.646 nhà truyền giáo thuộc cộng đồng Kháng Cách được gởi đến 156 quốc gia, cùng với nhiều giáo sĩ Công giáo (con số không được tiết lộ). Nhiều tín hữu Cơ Đốc Hàn Quốc, trong đó có Tiến sĩ David Yonggi Cho, Quản nhiệm Nhà thờ Yoido Full Gospel – được xem là giáo đoàn lớn nhất trong thế giới Cơ Đốc giáo – được biết đến tại nhiều quốc gia. Chuyến viếng thăm Hàn Quốc năm 1984 của Giáo hoàng Gioan Phaolô II được ghi dấu bởi lễ tuyên thánh đầu tiên được cử hành bên ngoài La Mã với con số lớn nhất các vị được phong thánh trong cùng một lúc. Buổi lễ này đã đem Hàn Quốc vào hạng thứ tư trong số các quốc gia có nhiều người được tuyên thánh nhất trên thế giới.
Ít có quốc gia nào trên thế giới chứng kiến sự phát triển vượt bậc của Cơ Đốc giáo như tại Hàn Quốc trong vài thập niên của thế kỷ 20. Trong ba mươi năm từ thập niên 1960 đến thập niên 1980, bùng nổ số người chấp nhận đức tin Cơ Đốc. Trong thập niên 1960, số tín hữu Kháng Cách chưa đến một triệu, nhưng chỉ trong vài thập niên cộng đồng Kháng Cách chiếm đến 19,7% trong tổng dân số 48 860 500 người của Hàn Quốc (tháng 7 năm 2012).

## Thất bại ban đầu: 1593 – 1784
Không phải lúc nào Hàn Quốc cũng là vùng đất tốt cho mầm ươm Phúc Âm. Mặc dù Cơ Đốc giáo được thành lập trên đất nước Hàn Quốc năm 1784, mãi đến thế kỷ 20, sau gần hai trăm năm với những nỗ lực đầy cam go, con số tín hữu Cơ Đốc mới trở nên đáng kể trong thành phần dân số. Như thế, tại sao, sau khởi đầu không mấy thuận lợi, Cơ Đốc giáo trở nên một đức tin được chấp nhận rộng rãi tại Hàn Quốc, trong khi điều này lại không thể xảy ra tại những quốc gia lân cận như Nhật Bản hoặc Trung Quốc? Để tìm câu giải đáp cần phải xem xét đến những yếu tố phát triển trong văn hoá, chính trị và lịch sử đã khiến dân tộc Hàn trở nên khác biệt với các lân bang. Điều này lại dẫn đến tra vấn thứ hai: Trong hai trăm năm qua Cơ Đốc giáo đã ảnh hưởng như thế nào trên xã hội Hàn Quốc?
Nhà truyền giáo đầu tiên có mặt tại Hàn Quốc là Cha Gregorious de Cespedes, một linh mục dòng Tên, đến Hàn Quốc năm 1593 để hoạt động mục vụ trong vòng kiều dân Nhật Bản, nhưng không được phép truyền giáo cho người Hàn. Tuy vậy, một thập niên sau, Yi Kwangjong (Lý Quang Chung), một nhà ngoại giao người Hàn trở về từ Bắc Kinh, mang theo mình một tấm bản đồ thế giới và một vài cuốn sách thần học của Matteo Ricci, một giáo sĩ dòng Tên đã từng đến Trung Hoa. Những quyển sách của Ricci ngay tức khắc gây ra những tranh luận học thuật. Vào đầu thế kỷ 17, Yi Sugwang, một học giả cung đình, và Yu Mongin, một quan thượng thư, viết những bài phê bình gay gắt chỉ trích các tác phẩm của Ricci. Suốt trong hai thế kỷ kế tiếp, làn sóng phê bình học thuật nhắm vào đức tin Cơ Đốc không hề suy giảm.

## Nền tảng cho sự phát triển

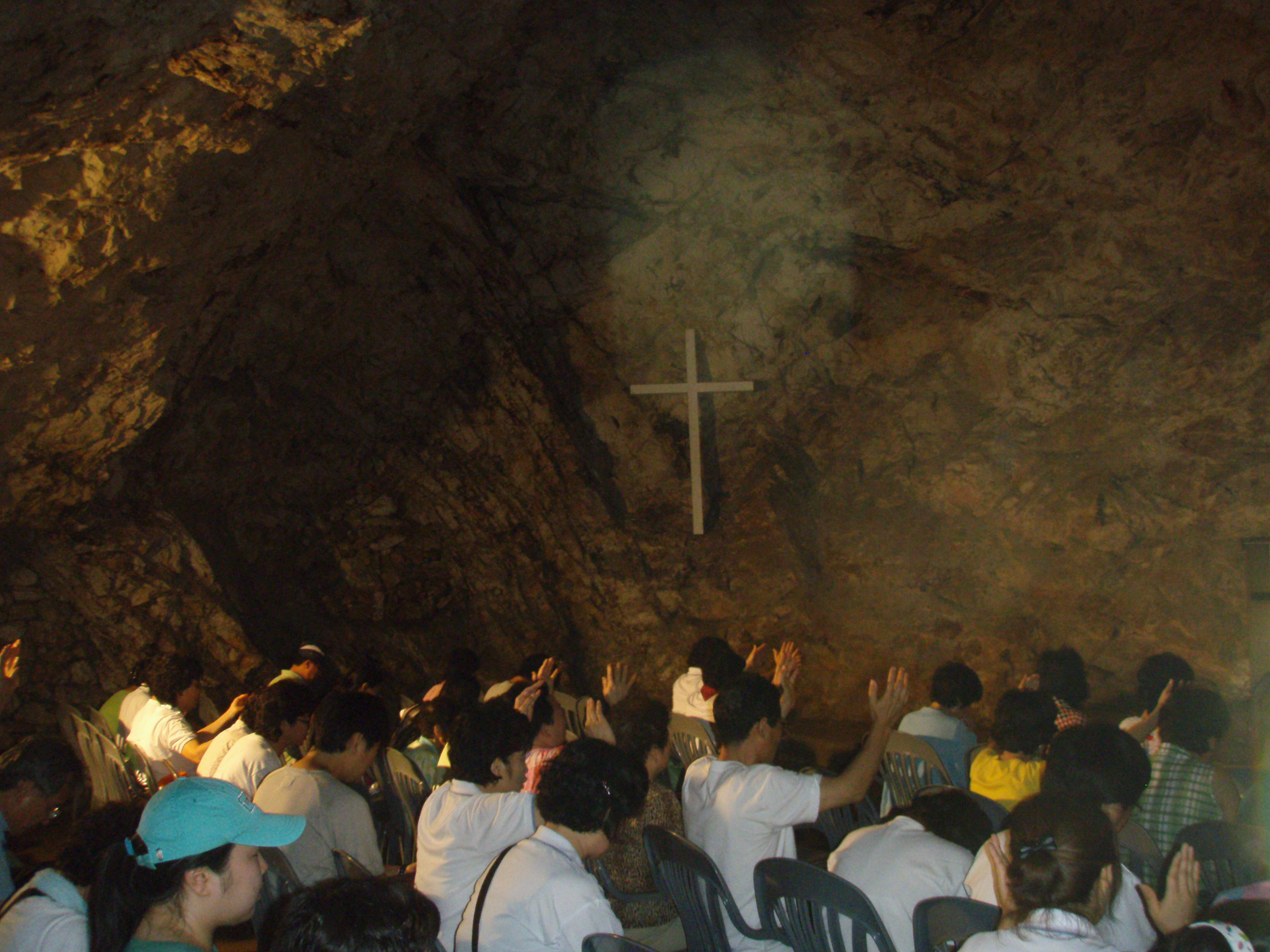
Một nhóm tín hữu đang khẩn nguyện trong Hang đá Cầu nguyện tại Trung tâm Hội nghị Yeoju Pyungkang Jeil gần Yeoju, Tỉnh Gyeonggi-Do, Hàn Quốc.

Cần biết rằng trong giai đoạn bế quan tỏa cảng của Hàn Quốc có nhiều người tử đạo vì đã giúp đỡ những giáo sĩ Công giáo. Một trong những thánh tử đạo nổi tiếng nhất là Andrew Kim, bị xử chém đầu ở tuổi 25.

### Thiện cảm trong giới khoa bảng - Silhak
Dù vậy, vẫn có một số học giả có thiện cảm với Cơ Đốc giáo. Các thành viên của trường phái Silhak (thực học hay học đi đôi với hành) rất tâm đắc với điều họ nhìn nhận là những giá trị của quyền bình đẳng trong Cơ Đốc giáo. Ủng hộ một cấu trúc xã hội dựa trên tài năng chứ không phải trên nguồn gốc gia đình, các học giả trường phái Silhak (thường bị chống đối gay gắt bởi giới cầm quyền) nhận ra Cơ Đốc giáo cung ứng một nền tảng ý thức hệ cho niềm tin của họ. Như vậy, khi Công giáo được thành lập năm 1784, đã có sẵn một thành phần trí thức ủng hộ tôn giáo này – sự ủng hộ này là nhân tố căn cốt cho sự phát triển đức tin Công giáo trong thập niên 1790. Một nghiên cứu tiến hành năm 1801 chỉ ra rằng có đến 55% tín hữu Công giáo có mối quan hệ gia đình với phong trào Silhak. Rõ ràng là nhân tố quan trọng đầu tiên kích hoạt sự tăng trưởng của Cơ Đốc giáo là thiện cảm của một thiểu số thuộc thành phần tinh hoa có học thức của xã hội Hàn Quốc.

### Quyền Lãnh đạo của Tín hữu
Nhân tố quan trọng thứ hai là Cơ Đốc giáo tại Hàn Quốc khởi đầu như là một phong trào tín hữu (lay) tự phát tại địa phương mà không hề bị áp đặt bởi một hệ thống giáo phẩm từ nước ngoài. Nhà nguyện Công giáo đầu tiên được thành lập năm 1784 tại Bình Nhưỡng bởi Yi Sung-hun, một nhà ngoại giao đã chịu lễ rửa tội tại Bắc Kinh. Năm 1786, Yi tiến hành thành lập một hệ thống các linh mục tình nguyện (lay-priest). Mặc dù hệ thống này bị đình chỉ bởi Vatican (năm 1789) với lý do sự bổ nhiệm linh mục tình nguyện là vi phạm luật giáo hội (Canon Law), sự kiện cần ghi nhớ là Cơ Đốc giáo được truyền bá vào Hàn Quốc bởi những tín hữu bản địa, không phải bởi các chức sắc ngoại quốc.

### Những tương đồng với truyền thống Hàn Quốc
Nhân tố thứ ba là các giáo hội Hàn Quốc biết cách sử dụng truyền thống Hàn Quốc. Không giống Trung Quốc hay Nhật Bản, người Hàn theo Shaman giáo đã có sẵn một khái niệm độc thần về Thiên Chúa là Đấng Tạo Hoá mà họ gọi là Hwan-in (Hoàn Nhân 桓因) hoặc Haneu-nim (sau này cũng gọi là Hana-nim). Theo truyền thuyết xa xưa, Hwan-in có một con trai tên Hwan-ung (Hoàn Hùng 桓雄), người này sinh một con trai đặt tên là Tangun (Đàn Quân 檀君). Tangun là người thành lập nước Hàn, cũng theo chuyện kể, Tangun dã dạy người dân biết những điều căn bản về văn minh trong suốt thời trị vì của ông kéo dài một ngàn năm. Cũng xuất hiện vài dị bản từ truyền thuyết này, một trong số đó kể rằng Tangun được sinh ra bởi một nữ đồng trinh – dù chuyện kể có thể là một sự thêm thắt sau này. Hiện nay vẫn có một số nhà thần học cố gắng giải thích khái niệm Cơ Đốc về giáo lý Ba Ngôi theo ngôn từ của ba đặc tính thần linh của truyền thuyết Tangun. Dù chỉ là truyền thuyết, điều này lại là một chuẩn bị tốt về mặt tâm lý giúp người dân Hàn chấp nhận giáo lý về Chúa Giê-xu hoá thân thành người (incarnation).

### Sử dụng chữ Hàn
Thứ tư, tín hữu Cơ Đốc sử dụng tiếng Hàn và loại chữ viết Hangul dễ học để có thể truyền bá đức tin của mình ra bên ngoài giới khoa bảng (chỉ sử dụng ngôn ngữ bác học là chữ Hán). Dù còn nhiều điều cần phải bàn về chữ Hangul, Giáo hội Công giáo là cộng đồng đầu tiên chính thức công nhận giá trị của nó. Đầu thập niên 1780, những phần của sách Phúc Âm bằng chữ Hangul bắt đầu xuất hiện; các sách giáo lý như cuốn Chuyo Yogi được ấn hành trong thập niên 1790 và khoảng thập niên 1800 một thánh ca Công giáo cũng được xuất bản.
Năm 1887, John Ross, nhà truyền giáo Trưởng Lão đến từ Scotland hoàn tất công cuộc dịch thuật Kinh Thánh sang tiếng Hàn, ngay lập tức các nhà lãnh đạo Kháng Cách tập trung vào nỗ lực phổ biến Kinh Thánh rộng rãi cho người dân Hàn.

### Cộng đồng Kháng Cách thành lập trường học
Đức tin Kháng Cách được truyền bá vào Hàn Quốc năm 1884 bởi hai nhà truyền giáo người Mỹ: Henry Apenzeller thuộc Giáo hội Giám Lý và Horace Underwood thuộc Giáo hội Trưởng Lão. Đặc biệt quan tâm đến công tác phổ biến Kinh Thánh (đã được dịch sang tiếng Hangul từ năm 1881 đến năm 1887 bởi Mục sư John Ross, một nhà truyền giáo người Scotland tại Mãn Châu) những nhà tiên phong Kháng Cách thiết lập các cơ sở giáo dục tại Hàn Quốc. Trường Paejae (배재고등학교) dành cho nam sinh thuộc Giáo hội Trưởng Lão thành lập năm 1885, còn Giáo hội Giám Lý mở trường Ewha (이화여자고등학교) - nay là Viện Đại học Nữ giới Ewha - dành cho nữ sinh vào năm kế tiếp. Cùng với nhiều ngôi trường khác được thành lập sau đó, hai cơ sở giáo dục này đã góp phần không nhỏ vào sự tăng trưởng mau chóng của đức tin Kháng Cách trong vòng đại chúng, đến đúng thời điểm đã giúp đức tin Kháng Cách vượt qua Công giáo để trở nên tiếng nói lãnh đạo trong cộng đồng Cơ Đốc giáo tại Hàn Quốc. Cũng trong giai đoạn này số lượng phụ nữ biết chữ tăng cao, trước đó họ không được hưởng được gì từ hệ thống giáo dục của đất nước.

### Gắn bó với tinh thần dân tộc Hàn
Có lẽ nhân tố quan trọng nhất giúp Cơ Đốc giáo được chấp nhận rộng rãi tại Hàn Quốc là nhiều tín hữu Cơ Đốc đã gắn bó với chính nghĩa đấu tranh cho dân tộc Hàn trong thời kỳ đất nước này bị Nhật Bản chiếm đóng (1905–1945). Khi ấy, người dân phải chịu đựng nhiều thống khổ; có đến bảy triệu người bị lưu đày hoặc bị trục xuất khỏi quê hương cùng lúc với một chiến dịch có hệ thống nhằm xóa bỏ mọi dấu vết của bản sắc dân tộc và văn hóa Hàn. Đến năm 1938, ngay cả tiếng Hàn cũng bị đặt ngoài vòng pháp luật.
Ngày 1 tháng 3 năm 1919, một hội nghị gồm 33 nhà lãnh đạo tôn giáo và giới chuyên môn đã thông qua bản Tuyên ngôn Độc lập. Dù hội nghị được tổ chức bởi những nhà lãnh đạo của tôn phái Cheondogyo (Thiên đạo giáo), 15 trong số 33 chữ ký là của những người thuộc cộng đồng Kháng Cách – nhiều người bị bắt giữ sau đó. Năm 1919 chứng kiến sự ra đời của Ulmindan ("Đạo quân Người Công chính") với thành phần chính là Công giáo, và sự thành lập chính phủ lưu vong đặt cơ sở tại Trung Hoa dưới sự lãnh đạo của Rhee Syngman (Lý Thừa Vãn), một tín hữu Giám Lý. Song tác nhân chính giúp nối kết Cơ Đốc giáo với tinh thần yêu nước trong mắt người dân Hàn là sự kiện nhiều tín hữu Cơ Đốc dám từ khước thờ lạy Thiên hoàng Nhật Bản, một điều bắt buộc trong thập niên 1930. Mặc dù tín hữu Cơ Đốc khước từ thờ lạy Thiên hoàng dù phải chịu tù đày vì cớ xác tín tôn giáo hơn là chính trị, nhiều người dân Hàn nhìn xem điều này như là sự biểu thị mạnh mẽ lòng yêu nước và sự đề kháng chống lại sự chiếm đóng của Nhật Bản.

## Ảnh hưởng của Cơ Đốc giáo trên xã hội Hàn Quốc
Cơ Đốc giáo đóng vai trò quan trọng trong tiến trình chuyển đổi Hàn Quốc từ xã hội phong kiến sang xã hội hiện đại. Song không phải lúc nào cũng có thể phân biệt rạch ròi giữa nguyên nhân và kết quả, cũng giống như câu hỏi về con gà và quả trứng, ai có trước? Bất cứ điều gì Cơ Đốc giáo làm cho xã hội Hàn Quốc cũng sẽ khiến có nhiều người hơn hoặc chấp nhận hoặc khước từ đức tin này trong tương lại. Vì vậy, dù phân biệt giữa nguyên nhân và hệ quả có giúp làm sáng tỏ vấn đề, cần nhớ rằng một sự phân tích như thế có thể còn nhiều thiếu sót.

### Giáo dục
Ảnh hưởng ban đầu của sự kiện Cơ Đốc giáo đem đến cho Hàn Quốc một nền giáo dục hiện đại đã được đề cập ở trên. Tiến trình phát triển chữ viết Hangul qua công tác truyền bá văn chương Cơ Đốc và qua mạng lưới trường học được thành lập bởi các hội truyền giáo đã giúp nâng cao mặt bằng văn chương của đất nước. Chữ Hangul, dù được phát kiến từ năm 1443 bởi những học giả trong triều Vua Sejong (Thế Tông), trong suốt vài thế kỷ vẫn không được quan tâm vì cớ ưu thế văn hoá vượt trội của chữ Hán. Giáo hội Công giáo là tổ chức đầu tiên chính thức công nhận giá trị chữ Hangul. Giám mục Berneux (tử đạo năm 1866) yêu cầu tất cả trẻ em Công giáo cần được học để biết đọc loại chữ này. Các giáo hội Kháng Cách cũng đòi hỏi tín hữu phải biết đọc chữ Hangul như là điều kiện tiên quyết để được dự thánh lễ Tiệc Thánh. Số phụ nữ biết đọc chữ Hangul gia tăng mau chóng, trong một xứ sở mà phụ nữ từ lâu vẫn bị loại khỏi hệ thống giáo dục.

### Kinh tế
Kinh tế là một lĩnh vực khác mà tinh thần Cơ Đốc được xem là một trong những nhân tố giúp tạo ra những chuyển biến có tính đột phá. Các tín hữu Cơ Đốc, với xác tín mạnh mẽ vào các giá trị Cơ Đốc, đã đóng góp tích cực vào phép mầu phát triển kinh tế của đất nước này. Họ xem đức tin là nhân tố quan trọng tạo ra sự tăng trưởng và tiến bộ của xã hội Hàn Quốc trong các lĩnh vực khác nhau trong ba thập niên qua, họ cũng tin rằng sự thành công và thịnh vượng và chỉ dấu của phước hạnh đến từ Thiên Chúa.

### Quan hệ xã hội
Có lẽ không nơi nào mà các giá trị Cơ Đốc lại có ảnh hưởng mang tính cách mạng như trong lãnh vực quan hệ xã hội. Theo truyền thống, xã hội Hàn Quốc rất mực tuân giữ tôn ti trật tự đặt nền tảng trên những nguyên tắc Khổng học dưới quyền cai trị của một hoàng đế được xem là thiên tử. Không có một quyền xã hội nào được dành cho phụ nữ; trẻ con phải tuyệt đối tuân phục cha mẹ, và cá nhân không có quyền gì ngoài những quyền được xã hội ban cho. Cấu trúc này bị thách thức triệt để bởi sự dạy dỗ của Cơ Đốc giáo cho rằng mọi người được tạo dựng theo "Hình ảnh của Thiên Chúa", và mỗi cá nhân đều có giá trị tự thân. Liên kết chặt chẽ với khái niệm này là sự tập chú vào quyền tư hữu. Tín hữu Cơ Đốc xem nhà vua chỉ đơn thuần là một con người và phải thần phục Thiên Chúa như mọi thần dân của nhà vua. Họ cũng học biết rằng thẩm quyền của Thiên Chúa là lớn hơn của nhà vua. Sự truyền bá các giá trị Cơ Đốc đã góp phần vào công cuộc giải phóng phụ nữ và bảo vệ quyền trẻ em. Kể từ năm 1784, Công giáo nói riêng và Cơ Đốc giáo nói chung, cho phép các góa phụ tái hôn (điều này vẫn bị cấm đoán trong các xã hội Đông Á), nghiêm cấm đa thê và quan hệ ngoài hôn nhân, cấm đoán hành vi bạo hành cũng như ruồng bỏ vợ. Cha mẹ có niềm tin Cơ Đốc học biết xem con cái là sự ban cho của Thiên Chúa và họ có bổn phận phải dạy dỗ con cái của mình. Tục tảo hôn và tệ hắt hủi con gái cũng bị cấm.

### Thần học Minjung
Khái niệm Cơ Đốc về giá trị cá nhân tìm thấy sự thể hiện trong một cuộc đấu tranh lâu dài cho nhân quyền và dân chủ. Trong những năm gần đây, khái niệm này được biết đến trong hình thức của nền thần học Minjung ("Dân chúng"). Đặt nền tảng trên khái niệm "Hình ảnh của Thiên Chúa", liên kết với một học thuyết truyền thống của Hàn Quốc Han (không thể dịch sang ngôn ngữ khác, nhưng ngụ ý một cảm giác về sự đau đớn không thể xoa dịu và nỗi vô vọng cùng cực), Thần học Minjung miêu tả người dân Hàn như là những chủ nhân xứng đáng cho số phận của mình. Nhấn mạnh vào tinh thần dân tộc và nhân quyền, thần học Minjung ngày càng thu hút cả cánh tả lẫn cánh hữu của xã hội Hàn Quốc. Hai trong số những nhà lãnh đạo chính trị nổi tiếng nhất Hàn Quốc, Kim Young-sam (Kim Vịnh Tam) và Kim Dae-jung (Kim Đại Trung) đều ủng hộ thần học Minjung. Cả hai đều trải qua nhiều năm trong vai trò đối lập với chính phủ quân sự tại Hàn Quốc, đều nhiều lần bị giam giữ. Kim Young-sam, một tín hữu Trưởng Lão, và Kim Dae-jung, một tín hữu Công giáo, đều lần lượt đảm nhiệm chức vụ tổng thống của quốc gia này sau khi nền dân chủ được phục hồi năm 1988.
Một thể hiện khác của thần học Minjung trong những năm cuối cùng của chế độ Park Chung-hee (Phác Chánh Hy; 1961–1979) là sự trỗi dậy của một vài tổ chức Cơ Đốc như Phong trào nông dân Công giáo và Sứ mạng công nghiệp đô thị (Kháng Cách), vận động cho mức lương cao hơn cũng như điều kiện làm việc tốt hơn cho công nhân nông nghiệp và công nghiệp. Xem những phong trào như thế như là mối đe doạ cho sự ổn định xã hội, chính phủ đã cho bắt giữ và cầm tù nhiều người trong số các thủ lĩnh phong trào. Cuộc đấu tranh xảy ra cùng lúc với tình trạng bất ổn mà cao điểm là vụ ám sát Tổng thống Park vào ngày 26 tháng 10 năm 1979.

## Các vấn đề chính trị và xã hội
Đã có rất nhiều vấn đề chính trị và xã hội gây ra bởi Cơ Đốc giáo Hàn Quốc kể từ khi tổng thống Lee Myung-bak lên nắm quyền. Chính quyền Hàn Quốc đề xuất hạn chế người dân Hàn Quốc đến vùng Trung Đông truyền đạo. Giáo sư Son Bong-ho từ Đại học Goshin lên án việc tổng thống tham dự buổi tập trung cầu nguyện của các tín đồ Cơ Đốc ở cấp nhà nước vào tháng 3 năm 2011 cho thấy mối nguy hại tiềm tàng của sự ảnh hưởng mạnh mẽ của Kháng cách đối với nền chính trị Hàn Quốc vốn có tính chất thế tục. Các hành vi gây hấn và phá hoại đến từ cộng đồng Kháng cách đối với Phật giáo, tôn giáo lớn nhất ở Hàn Quốc và có ảnh hưởng lớn tới văn hóa truyền thống Hàn Quốc, đã gây nên sự chỉ trích nặng nề lên các nhà thờ Kháng cách từ phía công chúng Hàn Quốc và đã góp phần cho sự suy giảm tốc độ phát triển các tín đồ Kháng cách ở Hàn Quốc.

### Xung đột tôn giáo
Trào lưu Kháng cách chính thống đối lập với Phật giáo đã là một vấn đề lớn trong sự hợp tác đa tôn giáo ở Hàn Quốc, đặc biệt trong giai đoạn từ thập niên 1990 đến cuối thập niên 2000. Các hành động phá hoại nhắm đến Phật giáo và "Các cuộc cầu nguyện cho sự phá hủy các chùa Phật giáo"  đã gây nên sự chỉ trích nặng nề từ phía công chúng. Các tượng Phật đã bị coi là ngẫu tượng, bị tấn công và chặt đầu. Việc bắt giữ rất khó có hiệu lực, do những thủ phạm thường hành sự lén lút vào buổi đêm." Những hành động như vậy được hỗ trợ bởi một số thủ lĩnh Kháng cách, đã dẫn đến việc người dân Hàn Quốc có cái nhìn thiếu thiện cảm đối với Kháng cách và chỉ trích nặng nề lên các nhóm nhà thờ tham gia vào, do dó rất nhiều tín đồ Kháng cách từ bỏ các nhà thờ của họ trong những năm gần đây.
Ngược lại, quan hệ giữa các tín đồ Công giáo Hàn Quốc và các Phật tử cũng như các tín đồ tôn giáo khác hầu như đều mang tính hợp tác cao, một phần do sự kết hợp của các phong tục và triết học Phật giáo và Nho giáo vào Công giáo Hàn Quốc, đáng chú ý nhất là việc thực hành jesa (tế tự).